# Lotniskowce typu Sōryū
Lotniskowce typu Sōryū – typ dwóch japońskich lotniskowców z okresu II wojny światowej. Okręty zostały zwodowane w latach 1935–1937, a do służby w Japońskiej Cesarskiej Marynarce Wojennej weszły w latach 1937–1939.
Obie jednostki zostały zatopione podczas bitwy pod Midway w 1942 roku.

## Okręty
- „Sōryū”
- „Hiryū”